# Zygmunt Kiszkurno
Zygmunt Kiszkurno (* 6. Januar 1921 in Brudzew; † 24. August 2012) war ein polnischer Sportschütze.

## Leben
Zygmunt Kiszkurno, Sohn des Sportschützen Józef Kiszkurno (Olympiateilnehmer 1952), besuchte eine Schule in Warschau und studierte anschließend Zahnmedizin. Bei den Olympischen Sommerspielen 1956 belegte der Sportler von Legia Warschau im Trap den 15. Platz unter 32 Startern. Seine sportliche Laufbahn als Trap-Schütze krönte er mit zwei nationalen Titeln 1957 und 1969 und mit der Silbermedaille bei der Europameisterschaft 1964.